# Geofrey Massa
Geofrey Massa (ur. 19 lutego 1986 w Jinjy) – ugandyjski piłkarz występujący na pozycji napastnika.
Seniorską karierę Massa rozpoczął w Police FC, klubie z jego rodzinnego miasta. W 2005 roku zdobył mistrzostwo Ugandy. Następnie do 2011 roku grał w klubach egipskich (z półroczną przerwę na występy w Jomo Cosmos FC). Kolejne dwa lata spędził grając w ekstraklasie Cypru Północnego. Od 2013 roku do 2017 był piłkarzem zespołów z Republiki Południowej Afryki. W sezonie 2017/2018 ponownie grał na Cyprze Północnym.
W reprezentacji Ugandy gra od 2005 roku, był jej kapitanem. 4 stycznia 2017 selekcjoner Milutin Sredojević powołał go na Puchar Narodów Afryki 2017. Na turnieju Massa zagrał w trzech meczach fazy grupowej, po której Żurawie odpadły z dalszej rywalizacji. 29 marca 2017 roku ogłosił zakończenie reprezentacyjnej kariery.